# Prionapteryx splendida
Prionapteryx splendida là một loài bướm đêm trong họ Crambidae.